# Казанцев, Юрий Васильевич
Юрий Васильевич Казанцев (7 декабря 1935, Мелеуз, Башкирская АССР — 25 марта 2011, Уфа) — геолог-нефтяник, член-корреспондент АН РБ (1995), доктор геолого-минералогических наук (1983), заслуженный деятель науки БАССР (1983).

## Биография
Юрий Васильевич Казанцев родился 7 декабря 1935 года в городе Мелеуз.
В 1959 году окончил Криворожский горнорудный институт. После окончания института работал начальником геолого-съёмочной партии Красноярского геологического управления (1959—1965), начальником партии, главным геологом Стерлитамакской геолого-поисковой конторы объединения «Башнефть» (1965—1975), заведующим лабораторией (1975—2006), главным научным сотрудником (2006) Института геологии УНЦ РАН.
Член-корреспондент АН РБ (1995), он состоял в Отделении (секторе) наук о Земле АН РБ.
Научные направления работы Казанцева: структурная геология, тектоника, геология нефти и газа, сейсмотектоника.
Он установил чешуйчато-надвиговое строение Предуральского краевого прогиба; разработал новую модель формирования структуры краевых прогибов, что позволило выявить закономерности размещения нефти и газа, изменить методику поисково-разведочных работ, с помощью которой открыт ряд нефтяных месторождений (Бакрахское, Архангельское, Беркутовское и др.).
Он также составил новые геологические и тектонические карты Башкирского (Южного) Урала с размещением рудных и нефтяных месторождений во фронтальных частях надвигов; установил синформный стиль тектоники Магнитогорского мегасинклинория и по-новому объяснил механизм зарождения соляной тектоники нефтегазоносных областей. Им впервые предложена новая модель возникновения и функционирования грязевых вулканов — спутников нефтяных и газовых месторождений.
Казанцев является одним из авторов программы «Шарьяж и поиски нефти и газа в Волго-Уральской области и Западной Сибири», долгосрочной программы «Надвиг-2005».
Главный редактор журнала «Геология. Известия Отделения наук о Земле АН РБ» (1997).

## Труды
Казанцев Ю. В. — автор более 250 научных работ, в т. ч. 15 монографий.
- Казанцев Ю. В. Структурная геология Предуральского прогиба. — М.: Наука, 1984.
- Казанцев Ю. В. Структурная геология Магнитогорского синклинория. — М.: Наука, 1992.
- Казанцев Ю. В. Структурная геология юго-востока Восточно-Европейской платформы. — Уфа: Гилем, 2001.
- Вклад геологов-нефтяников в развитие нефтедобывающей промышленности Башкортостана. Уфа: ДООО «Башнипинефть» ОАО АНК «Башнефть», 2003.
- Казанцев Ю. В. Строение Нефтекамско-Артинской зоны восточной окраины Восточно-Европейской платформы Уфа.